# تجربة غريفيث

تجربة غريفيث أثناء اكتشاف "مبدأ التحويل" في بكتيريا المكورة الرئوية.

تجربة غريفيث (Griffith's experiment)، التي تم الإعلان عنها رسميًا في عام 1928م بواسطة فريدريك غريفيث (Frederick Griffith‌). كانت إحدى أولى التجارب التي تشير إلى أن البكتيريا قادرة على نقل المعلومات الوراثية عبر عملية تُعرف باسم التحويل.
واستخدم غريفيث اثنين من سلالات من بكتيريا المكورة الرئوية (العقدية الرئوية) التي تصيب الفئران &ndash؛ وهما النوع III-S (ناعم) والنوع II-R (خشن). وتغطي السلالة من النوع III-S نفسها بكبسولة عديد السكاريد التي تحميها من جهاز المناعة للمضيف، الأمر الذي يؤدي إلى وفاة المضيف، في حين أن السلالة من النوع II-R لا تمتلك هذه الكبسولة الوقائية وتُهزم من قِبل الجهاز المناعي للمضيف. واكتشف عالم البكتيريا الألماني فريد نويفلد (Fred Neufeld)، الأنواع الثلاثة من المكورات الرئوية (النوع 1 والنوع 2 والنوع 3) واكتشف رد فعل كويلونغ لتحديد هذه الأنواع في المختبر. وحتى تجربة غريفيث، كان علماء البكتيريا يعتقدون أن هذه الأنواع كانت ثابتة وغير قابلة للتغيير من جيل إلى آخر.
وفي هذه التجربة، تم قتل البكتيريا من السلالة من النوع III-S بالحرارة وتمت إضافة بقاياها لبكتيريا السلالة من النوع II-R. وفي حين أنه لم تتعرض الفئران للضرر من قِبل وجود نوع واحد فقط، إلا أن الجمع بين الأنواع كان قادرًا على قتل الضيف. وكان غريفيث قادرًا أيضًا على عزل كل من السلالة من النوع II-R الحي والنوع III-S من المكورات الرئوية عن دم هذه الفئران الميتة. واستنتج غريفيث أن النوع II-R قد «تحول» إلى السلالة III-S القاتلة بفعل «مبدأ التحول» التي كانت إلى حد ما جزءًا من بكتيريا السلالة III-S الميتة.
واليوم، نحن على علم أن «مبدأ التحول» الذي لاحظه غريفيث كان هو الحمض النووي لبكتيريا سلالة III-S. بينما تم قتل البكتيريا، فقد نجا الحمض النووي من عملية التسخين وتم أخذه من قبل البكتيريا من سلالة II-R. ويحتوي الحمض النووي لسلالة III-S على الجينات التي تشكل كبسولة عديد السكاريد الواقية. ونظرًا لأنها مجهزة بهذا الجين، فإن بكتيريا سلالة II-R السابقة تكون الآن محمية من الجهاز المناعي للمضيف ويمكنها قتل المضيف. وتم التحقق من الطبيعة الدقيقة لمبدأ التحويل (الحمض النووي) في التجارب التي تم إجراؤها من قِبل تجربة أفيري وماكلويد وماكارتي ومن قِبل هيرشي وتشيس.

## كتابات أخرى
- Daniel Hartl and Elizabeth Jones (2005). Genetics: Analysis of Genes and Genomes, 6th edition. Jones & Bartlett. 854 pages. ISBN 0-7637-1511-5.
- Lehrer، Steven (2006). Explorers of the Body (ط. 2nd). United States: iUniverse, Inc. مؤرشف من الأصل في 2020-09-22. {{استشهاد بكتاب}}: الوسيط غير المعروف |الرقم المعياري= تم تجاهله يقترح استخدام |ردمك= (مساعدة)